# Leman Sam
Leman Sam (née le 22 février 1951 à Üsküdar, Istanbul) est une chanteuse turque.

## Biographie
Leman Sam est la mère de l'actrice et chanteuse Şevval Sam (née en 1973).